# Takte pro Minute
Takte pro Minute (Abkürzung TPM; englisch measures per minute, Abkürzung mpm) ist das in deutschsprachigen Ländern bevorzugt verwendete Tempomaß für den Gesellschaftstanz.

## Aussage und Berechnung
Die Tempoangabe „x TPM“ sagt aus, dass innerhalb einer Minute x Takte eines Musikstückes zu hören sind. Die TPM-Maßzahl wird meist ermittelt, indem man im Zeitraum von 15 Sekunden die Anzahl der gehörten Takte mitzählt und diese Zahl mit 4 multipliziert.
Beispiel: Das Lied If You Don't Know Me By Now in der Coverversion von Simply Red (Original von Harold Melvin and the Blue Notes) ist ein Langsamer Walzer im 3/4-Takt, das heißt ein Takt umfasst drei Schläge. Hört man dem Stück 15 Sekunden lang zu, so zählt man etwa 9 Takte. Diese Zahl wird mit 4 multipliziert, das Ergebnis ist das Tempo in TPM: 36 Takte pro Minute.

## Probleme
Die Maßzahl TPM ist manchmal fehlerhaft, wenn es um Tempoangaben zu Stücken im 2/4-Takt geht. Zwar ist das Maß musiktheoretisch betrachtet korrekt, doch kommt es auch vor, dass diese Stücke wie solche im 4/4-Takt behandelt werden. Das Ergebnis sind TPM-Zahlen, die nur halb so groß sind, wie sie eigentlich sein sollten.
Beispiel: Das Musikstück La Cumparsita von Gerardo Matos Rodríguez ist ein Tango Argentino im 2/4-Takt, das heißt ein Takt umfasst zwei Schläge. Zählt man 15 Sekunden lang die Takte, so kommt man auf etwa 16. Diese Zahl wird nun mit 4 multipliziert und man erhält das eigentliche Ergebnis: 64 Takte pro Minute. Stattdessen zählt die geschilderte Praxis jedoch nur jeden zweiten Takt – man fasst immer zwei 2/4-Takte zu einem 4/4-Takt zusammen – und kommt nur auf 8 Takte in 15 Sekunden; multipliziert mit 4 ergibt das: 32 Takte pro Minute, was dem Durchschnittstempo eines Tango entspricht.
Um Missverständnissen vorzubeugen, greift man auf das Tempomaß Beats per minute zurück, das völlig unabhängig von der Taktart ist.